# 태을주
태을주(太乙呪)란 증산(甑山) 강일순(姜一淳, 1871 ~ 1909)이 만들었다고 전해지며 강증산을 옥황상제로 믿는 종교 계열에서 수행을 위해 흔히 사용하는 주문이다.

## 내용
주문은 ‘훔치 훔치 태을천상원군 훔리치야도래 훔리함리 사바하’로 23개의 글자이다. 산스크리트어로 되어 있는 것을 한역하여 '吽哆吽哆 太乙天上元君 吽哩哆㖿都來 吽哩喊哩娑婆訶'로 적어 놓았다. 태을천상원군(太乙天上元君)과 도래(都來)는 한자로 된 우리말이다.
의미는 태을천상원군(太乙天上元君) 곧, 태을천의 최고 여신의 도래를 환호하고 믿는다는 것으로 우주생명의 근원 소리 태을주의 '훔' 태을주를 구성하는 머리는 '훔'과 '치'로 시작된다.
태을주는 “훔치훔치 태을천상원군 훔리치야도래 훔리함리사바하” 스물 석 자로 구성되어 크게 세 부분으로 나뉜다. “주문의 근본정신을 알고 읽어야 주력(呪力)이 확고히 선다”(道典 11:180:2) 라고 하였듯이 주문수행시에는 그 주문의 참뜻이 무엇인지 정확히 알고 읽어야 주문의 생명기운을 그대로 받을 수 있다는 말이다.
- ‘훔(hum)’

‘훔’은 ‘입 구(口)’ 자와 ‘소 우(牛)’ 자가 합쳐진 글자로 ‘소 울음소리’를 상징한다. 본래 ‘훔’은 우주의 근원소리로 ‘종자 음절(seed syllable)`이라고 한다. 말그대로 모든 말과 소리의 씨(종자)가 되는 음절로 ‘훔’은 우주 안에 있는 모든 소리를 머금고 있는 창조의 근원 소리라고 한다.

그래서 ‘훔’은 우주 만유를 통일시키는 가을의 생명의 소리, 조화의 소리, 소리의 열매로 불교 탄트라(후기 밀교)의 대표적 만트라인 ‘옴마니반메훔’에서 ‘옴’은 탄생의 음절이라 하는 반면 ‘훔’은 성취의 음절, 완성의 음절이라 하여 ‘훔’을 모든 만트라 중 으뜸으로 여기듯이 ‘훔’을 근본으로 한 주문인 태을주는 모든 주문의 뿌리인 ‘종자 주문(bija mantra)`이라 칭한다.

또한 ‘훔’은 치유의 소리로 질병 치유에 탁월한 효과가 있음을 전한다. ‘훔’은 ‘전일적인 소리(holistic sound)`이기 때문에 ‘훔’소리를 들으면 인체의 모든 세포가 동시에 진동하여 생기를 얻는다는 것이다.

그 다음 ‘치’는 ‘소 울음 치, 입 크게 벌릴 치’ 자로 산스크리트어에서는 ‘신과 하나됨’을 뜻하면서 ‘대정불변야(大定不變也)’, 곧 ‘크게 정해서 영원히 변치 않는다’는 의미도 있어 훔의 생명력이 밖으로 분출된 소리로서, 실제로 창조가 형상화되는 소리라고 한다.
- ‘훔치훔치’

‘훔치훔치’는 우주의 근원을 찾는 소리이며 신도의 조화세계와 내 몸을 직접 연계해주는 신성의 소리로 증산이 “‘훔치’는 천지부모를 부르는 소리니라. 송아지가 어미를 부르듯이 창생이 한울님을 부르는 소리”(道典 7:74:1~2)라고 하듯이 ‘훔치훔치’ 네 글자를 붙여 태을주를 통해 천지부모의 존재를 알고 생명의 근원을 찾게 된다는 것이다.
- ‘훔리치야도래 훔리함리 사바하’

‘훔리치야도래 훔리함리 사바하’는 병마(病魔)를 물리치는 주문 즉, 구축병마주(驅逐病魔呪)이라 하여 도가에서 예로부터 전해 내려왔다고 말한다.
‘함’은 ‘꼭 그렇게 되게 해 달라’는 뜻을 가진 글자이고 ‘사바하’는 산스크리트어로 ‘나의 모든 서원이 크게 이루어지는 것을 믿는다’는 의미로  `사바하’에는 ‘생명의 근원으로 돌아간다’ 는 의미도 있어 ‘사바하’는 ‘이 주문을 읽는 모든 사람이 태을주를 통해 소원을 성취한다. 생명을 회복하고 모든 병이 낫고, 깨달음을 얻어서, 이 대우주가 개벽해서 새로 태어나는 그 때, 우주와 함께 영원한 생명으로 새로 태어난다.’ 라는 뜻이 담겨 있다고 한다.

### 태을과 태일의 구분
- 태을

태을의 ‘을乙’은 음(陰)기운으로, 모든 생명의 뿌리 기운을 상징한다. 콩을 쪼개어 보면 새을 자처럼 생긴 콩의 싹이 있는데 그것이 곧 생명의 핵이다. 그와 같이, 태을은 모든 도가 나오는 근원, 조화의 뿌리자리이며, 우주의 조화의 어머니, 우주의 자궁이다. 그 주재천인 태을천을 조화천(造化天)이라고도 하고 상수론적으로 태일천(太一天)이라고도 한다.
- 태일

천지가 합덕해서 낳은 인간 속에는 삼신하나님의 신성, 그 거룩한 대조화가 그대로 들어와 내주해 있어 인간의 몸에 들어온 삼신하나님의 조화덕성을 가리켜 성(性), 명(命), 정(精)이라 하고 이를 세 가지 참된 것, 삼진(三眞)이라 하여 인간은 우주 안에 있는 모든 것을 볼 수 있고 들을 수 있고 깨달을 수 있으므로 천지 질서를 다스려 삼신 하나님의 창조의 이상을 실현할 수 있어 인간을 천지보다 더 존귀하게 여겨 ‘인일(人一)’ 이라 하지 않고 ‘태일(太一)’이라고 정의하는 이유가 바로 여기에 있다고 한다. ‘내 몸 속에 삼신하나님의 마음과 생명과 힘이 그대로 다 들어있다’ 이것이 동방 한민족의 신교(神敎)의 삼신문화가 인류에게 전해주는 인간 참모습에 대한 하나의 진리, 소식이라는 것이다.

### 태을주 주문을 외우는 방법
- 첫 번째, 염송

태을주주문을 읽는 방법은 염송(念誦)과 묵송(默誦)과 독송(讀誦)의 세 가지가 있다고 알려져 있다. 첫 번째, 염송(念誦)은 글자가 의미하는 것처럼 마음, 생각으로 읽는 방법이다. 태을주주문을 염송을 할 때는 입을 꽉 다물고 혀끝을 윗 잇몸에 살짝 대고, 깨어있는 한마음으로 온 하늘에 울리도록 주문을 읽는다. 염송은 내 마음을 각성시키고, 마음을 일심으로 끌고 가는 데에 강력한 힘을 주는 장점이 있다. 한편 생각을 집중하는 일이라서 태을주주문수행의 초보자이거나 시끄러운 환경에서 생활하거나 괴로운 일이 많은 사람에게는 조금 어려울 수 있다. 보통 소리를 내는 주송을 오래하다가 피곤해지면, 묵송이나 염송으로 바꾸는 게 좋다고 한다.
- 두 번째, 묵송

두 번째, 묵송(默誦)은 자기 귀에 들릴 정도로 작게 소리내어 읽는 방법이다. 태을주주문을 외울때 오랜 시간 큰 소리를 내면서 외우면 기력이 소모되어 수행을 오래 지속할 수가 없다. 그럴 땐 묵송이 유용하다. 자기 귀에 들릴 정도로 소리를 내어 읽는 것이 묵송의 방식이다. 묵송을 할 땐 내 호흡과 주문 소리가 하나가 되는 경계에서 읽기 때문에 에너지 소모가 적다고 알려져 있다.
- 세 번째 독송

세 번째, 독송(讀誦)은 소리를 크게 내서 읽는 주문 수행법이다. 소리를 내어 읽을 때는 소리와 의식의 일체감이 특히 중요하다. 소리를 내어 읽는 독송의 송주법이 태을주 주문 수행의 바탕이다. 소리를 내서 주문을 잘 읽어야 영적 체험도 쉽게 한다. 묵송이나 염송은 잡념이 일어나거나 주위환경에 의식이 분산되는 경우가 있으나 소리를 크게내어 태을주주문을 외우는 독송법은 정신을 모으는데 도움이 된다고 하며 일심으로 소리를 내어 읽으면 더 큰기운을 얻는다고 알려져 있다.
소리를 내어 읽을 때는 먼저 태을주 주문 소리와 태을주를 읽는 내 자신의 마음이 하나가 되게 읽어야 한다. 가장 지고하고 신성한 생명의 노래를 부른다고 생각하면서 태을주를 읽으면 바로 세상에서 가장 위대한 영적 예술가가 되는 것이다. 또 노래할 땐 하모니도 중요하다. 여러사람이 함께 주문을 외울때는 서로 조화가 되게 읽는 것이 중요하다. 여럿이서 함께 태을주를 읽을 때는 그 소리와 리듬이 전체가 하나가 된 것처럼 조화를 이루며 읽어야 한다고 전한다.
"너희들의 속마음이 곧 성(聲)이니 주문을 읽을 때는 그 소리를 중히 여기라. (주문은) 음절과 고저장단을 맞추어 읽으라. 주문을 읽을 때 소리가 맞지 않으면 신명(神明)들이 불쾌하게 여기느니라" - 증산도 도전(8:64)
"주송(呪誦)은 신지로야(神之路也)요 부(符)는 신지택야(神之宅也)라" 주송을 해야 신이 내 마음에 출입을 하며 부는 신명의 집이니라. - 증산도 도전(8:102)

## 관련 이야기
태을주는 각종 질병을 내쫓고 선계(仙界)의 개벽을 ‘태을천상원군’에게 기원하는 주축(呪祝)이며, 아울러 부서(符書)의 뜻을 가진다고 알려져 있다.
보천교(普天敎)에 구전(口傳)되었던 태을주의 해석에는 다음과 같은 것이 있다. 즉, “훔은 화성(火星)이요, 치는 수성이요, 태을은 손방(巽方)의 화생문(火生門)이고 생명을 주관하는 별이요, 천상원군은 괴로움을 구하는 천존성(天尊星)이요, 훔리는 심경(心經)의 화기리(火氣理)를 내리게 하는 것이요, 치야는 신경(腎經)의 수기리(水氣理)를 오르게 하는 것이요, 도(都)는 양(陽)이고 순(順)이요, 내(來)는 음(陰)이고 역(逆)이요, 훔리는 화성(火性)을 내려서 서로 사귀게 하는 것이요, 함리는 수기(水氣)를 오르게 하여 변화하게 하는 것이요, 사바하는 바른 것을 나아가게 하고 사(邪)된 것을 물러가게 하여 각기 그 성품을 지키게 하는 것이다.”라고 하여 오행론으로 풀어내고 있다.
증산교가 정식명칭을 갖기 이전인 일제강점기 초에는 일반사회에서 증산교 신도들이 외우는 이 주문의 첫 음을 따라 ‘훔치교’라고 부르거나, 또는 이 주문을 따라 ‘태을교’라고도 불렀는데 증산교의 교파 가운데에는 이 주문과 관련하여 교단명칭을 ‘태을교’라고 붙인 것도 여러 개가 있다고 전해진다.
또한 여러 증산종교의 신앙 대상인 증산 강일순이 살아 생전에 주문을 통한 수행을 강조하고 제자들이 태을주로서 많은 병자를 고쳤다고 전해진다.
흔히 증산도의 주문으로 알려졌으나, 실제로는 증산 계열 교단의 대부분이 사용하지만 각 교단마다 태을주를 읽는 방식이 차이가 있다.
증산도측 자료에 따르면 태을주의 유래는 이러하다. 불가에 구축병마주라는 주문이 있어 내용을 '훔리치야 도래 훔리함리사바하'라고 했다고 한다. 도인 김경수가 '구축병마주'로 수행하던 중 하늘로부터 '태을천상원군'을 붙여 읽으라는 소리를 듣고 '태을천상원군'을 붙여서 50년 수도를 했다고 한다. 그 후 증산 강일순이 진언 '훔치훔치'를 더해 태을주가 완성되었다고 전해진다. 한편 도인 김경수는 당시 증산 강일순을 제자로 삼으려 했는데 끝내 등에 주먹만한 종기가 나면서 급사하였다고 알려져 있다.
한국 불교에서는 보통 짧으면 '진언', 길면 '다라니'라고 부름을 생각하면, 더욱 그러하다. '능엄경'을 '능엄신주'라 부르는 예가 있긴 하지만, 한국불교계에서 주(呪)라는 말은 즐겨 쓰지 않는다. 도교의 경전군인 '도장'에 구축병마주가 포함되어있다. 현재 태을주와 같은 형태이다.
증산도에서는 태을주를 지극정성으로 외움으로써 자신의 병은 물론 남의 병까지 낫울 수 있고, 재난과 사고도 방지할 수 있으며, 신명(神明)을 볼 수 있게 된다고 말한다.
증산종교들 사이에서도 주문을 읊는 구체적인 방법은 교단마다 서로 말이 다르다. '태을천/상원군'으로 읽을 것인가 '태을/천상/원군'으로 읽을 것인가 하는 문제가 있고 사바아, 사바하, 사파하 중 어느 것으로 읽을 것인가에 대한 문제도 있다. 교단에 따라서는 훔치훔치는 주문을 처음 읽을 때만 하고 (도입부분으로 이해함) 주문을 거듭할 때는 반복하지 않기도 한다.
한국 불교계에서는 진언을 읊을 때 '사바하'라고 하는 관습이 있다. 이것은 범어 'svaha'를 송대 중국에서 한문으로 음역하였을 때 's-v-a-h-a'로 발음되도록 한문을 골랐는데, 한문의 음가가 시대에 따라 변했지만, 종교적인 이유로 옛 발음의 흔적이 남았다고 보는 것이 옳다.
증산도에서는 “세계는 극한 절망과 새 희망의 혼돈 속에 신문명 시대의 여명을 향해 격랑을 헤쳐가고 있다”며 “밝은 영성으로 기도를 많이 하고 진취적인 생각을 하면 모든 어려움에서 벗어날 수 있다”고 말한다. “주문은 우주의 언어요, 우주의 음악”이라는 그는 특히 “태을주를 많이 외우라”고 권면한다. ‘훔치훔치 태을천상원군 훔리치야도래 훔리함리 사바하’라는 스물세 글자로 된 태을주는 증산교 창시자 강일순이 구도역정 중 중생들의 개벽 극복을 돕기 위해 얻어낸 핵심 주문으로, 증산도 종도사는 “병을 퇴치하고 수명을 연장하는 효험이 있다”고 주장한다.

## 같이 보기
- 주문
- 증산도
- 증산교
- 대순진리회
- 구축병마주

## 참고 문헌
- 「한국 도교의 기원과 역사」, 한국 도교의 의례 및 조직, 정재서 저, 이화여자대학교출판부(2006년, 64p, 142p)